# As Nogais
As Nogais (spanisch Los Nogales) ist eine spanische Gemeinde (Concello) mit 942 Einwohnern (Stand: 2024) in der Provinz Lugo der Autonomen Gemeinschaft Galicien.

## Geografie
As Nogais liegt am südöstlichen Rand der Provinz Lugo ca. 45 Kilometer südöstlich der Provinzhauptstadt Lugo.
Umgeben wird As Nogais von den vier Nachbargemeinden:
| Becerreá    |                                             | Cervantes |
| Triacastela | Kompassrose, die auf Nachbargemeinden zeigt |           |
|             | Pedrafita do Cebreiro                       |           |

Die Gemeinde erstreckt sich über die südlichen Ausläufer der Sierra de Ancares und das Tal, das den Oberlauf des Flusses Navia bildet. Die größten Höhen finden sich in der Sierra de Ancares im Norden in flacheren Bergen wie Serra da Escrito, Monte da Pintinidoira und Monte do Lago Seco, die sich über 1200 m Höhe erheben und in den Ausläufern der Sierra Piornal und Sierra de Rañadoiro im Süden und Südwesten, deren Gipfelhöhe 1300 m überschreiten und am Pico do Corvo 1383 m erreichen.

## Klima
|                        | Jan | Feb  | Mär | Apr | Mai  | Jun  | Jul  | Aug  | Sep  | Okt  | Nov  | Dez |   |      |
| Mittl. Temperatur (°C) | 3,6 | 3,9  | 6,2 | 8,3 | 11,4 | 15,3 | 17,2 | 17,4 | 15,4 | 11,4 | 6,5  | 4,3 | ⌀ | 10,1 |
| Mittl. Tagesmax. (°C)  | 7,5 | 8,3  | 11  | 13  | 16,1 | 20,3 | 22,3 | 22,9 | 20,8 | 16   | 10,2 | 8,3 | ⌀ | 14,8 |
| Mittl. Tagesmin. (°C)  | 0,3 | −0,1 | 1,7 | 3,6 | 6,5  | 10,3 | 12,2 | 12,3 | 10,4 | 7,3  | 3,1  | 1   | ⌀ | 5,7  |
|                        |     |      |     |     |      |      |      |      |      |      |      |     |   |      |
| Niederschlag (mm)      | 151 | 119  | 119 | 119 | 103  | 66   | 43   | 45   | 76   | 139  | 164  | 155 | Σ | 1299 |
|                        |     |      |     |     |      |      |      |      |      |      |      |     |   |      |
| Sonnenstunden (h/d)    | 3,7 | 4,7  | 5,9 | 6,7 | 8,0  | 9,3  | 9,5  | 9,4  | 8,4  | 6,2  | 4,0  | 3,9 | ⌀ | 6,7  |
|                        |     |      |     |     |      |      |      |      |      |      |      |     |   |      |
| Regentage (d)          | 11  | 9    | 9   | 10  | 10   | 8    | 6    | 6    | 7    | 10   | 12   | 11  | Σ | 109  |
|                        |     |      |     |     |      |      |      |      |      |      |      |     |   |      |
| Luftfeuchtigkeit (%)   | 87  | 83   | 78  | 78  | 76   | 73   | 71   | 69   | 70   | 79   | 85   | 85  | ⌀ | 77,8 |

| 0,3 |

| −0,1 |

| 1,7 |

| 3,6 |

| 6,5 |

| 10,3 |

| 12,2 |

| 12,3 |

| 10,4 |

| 7,3 |

| 3,1 |

| 1 |

| 0,3 |

| −0,1 |

| 1,7 |

| 3,6 |

| 6,5 |

| 10,3 |

| 12,2 |

| 12,3 |

| 10,4 |

| 7,3 |

| 3,1 |

| 1 |

Das Klima zeichnet sich durch mäßig warme Sommer und relativ milde Winter aus. Fast die Hälfte der Niederschläge fällt in den Monaten Oktober bis Januar. Niederschlagsmengen und Anzahl der Regentage pro Monat nehmen in den Sommermonaten Juli und August deutlich ab.

## Bevölkerungsentwicklung der Gemeinde
Legende: Nogales___Los Nogales___As Nogais

Nach einem Anwachsen der Gemeindegröße mit einem Höhepunkt zu Beginn des 20. Jahrhunderts mit etwas über 5000 Einwohnern sank die Zahl der Bevölkerung stetig bis nahe 1000. Ein markanter Rückgang zeigt sich zwischen 1950 und 1960, als die Gemeinde allein in dieser Dekade ungefähr 28 % seiner Bewohner verlor.
| Männer | Alterstufe | Frauen |
| ------ | ---------- | ------ |
| 1      | 100+       | 0      |
| 4      | 95–99      | 6      |
| 15     | 90–94      | 26     |
| 30     | 85–89      | 23     |
| 38     | 80–84      | 37     |
| 47     | 75–79      | 40     |
| 44     | 70–74      | 35     |
| 45     | 65–69      | 37     |
| 53     | 60–64      | 33     |
| 38     | 55–59      | 44     |
| 38     | 50–54      | 35     |
| 33     | 45–49      | 29     |
| 33     | 40–44      | 25     |
| 25     | 35–39      | 20     |
| 23     | 30–34      | 20     |
| 18     | 25–29      | 13     |
| 17     | 20–24      | 22     |
| 14     | 15–19      | 13     |
| 10     | 10–14      | 10     |
| 6      | 5–9        | 4      |
| 9      | 0–4        | 5      |

Am 1. Januar 2021 waren ca. 51 % der Bevölkerung im erwerbsfähigen Alter (20–64), während dieser Wert für ganz Spanien ca. 61 % betrug.
Die fortschreitende Überalterung der Bevölkerung der Gemeinde zeigt folgende Tabelle, bei der das Verhältnis von Gruppen von älteren Personen mit Gruppen von Personen der jüngeren Generation verglichen wird:
| Alter | Anzahl Personen | Alter | Anzahl Personen | Provinz | Galicien | Spanien |
| ----- | --------------- | ----- | --------------- | ------- | -------- | ------- |
| 60–64 | 100             | 20–24 | 45              | 49      | 58       | 79      |
| 55–59 | 100             | 15–19 | 33              | 45      | 57       | 71      |
| 50–54 | 100             | 10–14 | 27              | 47      | 56       | 68      |

## Gemeindegliederung
Die Gemeinde As Nogais ist in neun Parroquias gegliedert:
| Parroquias  | Patrozinium          | Einwohner 2024 | Fläche km² | Dichte Einw./km² | Höhe msnm | Ortskennzahl |
| ----------- | -------------------- | -------------- | ---------- | ---------------- | --------- | ------------ |
| A Alence    | Santa Lucía          | 41             | 7,28       | 6                | 0         | 27037010000  |
| Doncos      | Santiago             | 169            | 14,79      | 11               | 713       | 27037020000  |
| Noceda      | San Xoán             | 175            | 24,14      | 7                | 728       | 27037030000  |
| As Nogais   | Santa María Madanela | 155            | 0,74       | 209              | 507       | 27037040000  |
| Nullán      | San Cosmede          | 96             | 15,36      | 6                | 857       | 27037050000  |
| Quintá      | San Pedro            | 37             | 4,09       | 9                | 789       | 27037060000  |
| Santo André | Santo André          | 111            | 25,37      | 4                | 653       | 27037070000  |
| Torés       | San Xoán             | 150            | 15,67      | 10               | 807       | 27037080000  |
| Vilaicente  | San Xoán             | 24             | 2,89       | 8                | 769       | 27037090000  |

Der Hauptort der Gemeinde, As Nogais, befindet sich in der Parroquia Nogais (Santa María Madalena) im Norden des Gemeindegebiets.

## Geschichte
Die ersten Überreste von Siedlungen in As Nogais gehören zur Castrokultur, wobei die Castros von Vilabol, Vilaesteva und Quinta hervorzuheben sind. Ebenso lokalisieren einige Historiker hier das römische Herrenhaus „Ponche Naviae“, das sich an der Römerstraße von Bracara Augusta, dem heutigen Braga, nach Asturica Augusta, dem heutigen Astorga, befindet und ein gutes Beispiel für die römische Besiedlung ist. As Nogais war ein wichtiger Ort am  Camino Real nach Kastilien. Der Turm von Doncos und die Burgen von Doiras und Valcarce verteidigten mit dem letzten Abschnitt des Aufstiegs nach Piedrafita den Eingang nach Galizien. García Rodríguez de Valcarce war Eigentümer der Burg Doncos im 14. Jahrhundert, während sie im 15. Jahrhundert dem Grafen von Ayala und der Gräfin von Monterrey gehörte.
Im 19. Jahrhundert, mitten in den Napoleonischen Kriegen, deren Ereignissen in Spanien Unabhängigkeitskriege genannt werden, widersetzten sich die Einwohner von As Nogais dem Vormarsch französischer Truppen, die den Turm von Doncos sowie andere Orte in der Gemeinde verwüsteten. Später, im Jahr 1835, bildeten die Einheimischen eine Freiwilligengruppe, um die Carlisten zu jagen.

## Sehenswürdigkeiten
| Name                               | Bemerkungen | Bild |
| ---------------------------------- | --- | ---- |
| Pfarrkirche San Xoan de Tores      | Ihr Aussehen weist deutlich auf einen Renaissance-Stil hin. Im Sturz Ihrer Eingangs gibt es eine Inschrift, die auf das Jahr 1648 datiert ist. Das Altarbild ist ein ausgezeichnetes Barockwerk mit einer Darstellung von Johannes dem Täufer. Im Gewölbe des Altarraums zeigen drei Medaillons die Figuren Christi, Katharina von Alexandrien und das Agnus Dei. Interessant sind auch auffällige Figuren eines Ritters und einer Dame, Vertreter der galicischen Begräbniskultur des späten 16. Jahrhunderts oder des frühen 17. Jahrhunderts. |      |
| Turm von Tores                     | Überbleibsel der früheren Burg |      |
| Kirche von San Andrés de As Nogais | Sie zeigt einen romanischen Teil und einen Teil mit einem mozarabischen Stil, da zu Umbauten und einer Erweiterung kam. Die Kirche ist seit 1995 als Bien de Interés Cultural eingetragen. |      |
| Turm von Docos                     | Überbleibsel der früheren Burg |      |
| Herrenhaus (Pazo) von Docos        | Am Eingang des Grundstücks befindet sich ein gut erhaltener Taubenschlag. Das große Gebäude zeigt einen neoklassizistischen Stil des 20. Jahrhunderts |      |

## Wirtschaft
| Ackerbau, Viehzucht und Fischerei                                                  | 095 | 028,53 |
| Industrie                                                                          | 025 | 07,51  |
| Bauwirtschaft                                                                      | 038 | 011,41 |
| Dienstleistungsbetriebe                                                            | 175 | 052,55 |
| Total                                                                              | 333 | 100,00 |
| * Daten aus dem Statistischen Amt für Wirtschaftliche Entwicklung in Galicien, IGE |     |        |

## Verkehr
Die Autovía A-6 (Autovía del Noroeste) von Madrid nach Arteixo durchquert das Gemeindegebiet von NSüdost nach Nordwest mit zwei Abfahrten in der Parroquia Noceda und nahe dem Hauptort As Nogais. Parallel hierzu verläuft die Nationalstraße N-VI.
Der öffentliche Verkehr wird durch Busunternehmen organisiert. Linienbusse des Unternehmens González y de la Riva halten drei Mal täglich für Fahrten in Richtung Lugo und nach Pedrafita do Cebreiro.